# 劉孟和
劉孟和（？—543年），名协，浮阳郡饶安县（今河北省孟村回族自治县新县镇）人。
劉孟和年轻时喜欢弓马，率性豪侠。幽州刺史劉靈助起兵时，劉孟和聚众依附高昂兄弟，高昂遥遥响应。刘灵助兵败，高昂占据冀州，刘孟和为他效力。高欢在冀州起兵，以刘孟和为都督。中兴初年，被任命为通直常侍。次年，担任安东将军。不久加征东将军、金紫光禄大夫。以建义之勋，赐爵长广县伯。天平年间，担任卫将军、上党内史，入朝为大丞相司马。武定元年（543年），因事被处死。